# Eragrostis mexicana
Eragrostis mexicana là một loài thực vật có hoa trong họ Hòa thảo. Loài này được (Hornem.) Link mô tả khoa học đầu tiên năm 1827.